# Rhythm and Blues (album de Garou)
Albums de Garou
Version intégrale
(2010) Au milieu de ma vie
(2013)
Singles
1. Le jour se lève
Sortie : 11 juin 2012
2. Sur la route
Sortie : 8 octobre 2012
3. Quand tu danses
Sortie : 18 février 2013

Rhythm and Blues est le septième album studio du chanteur québécois Garou, sorti en 2012, et son huitième album en tout. 
C'est un album bilingue uniquement constitué de reprises rendant hommage au Rhythm and blues. Il contient 6 chansons en français et 6 en anglais, aussi bien des standards du blues que des classiques de la chanson françaises où des tubes plus récents repris à la sauce blues. Avec près de 200 000 exemplaires écoulés, l'album sera double disque de platine.

## Liste des titres
| 1.    | Quand tu danses                                   | Pierre Delanoë, Frank Gérald, Gilbert Bécaud | Gilbert Bécaud         | 2:57 |
| 2.    | Little Green Bag                                  | Johannes Bouwens, Jan Visser                 | George Baker Selection | 3:28 |
| 3.    | Le jour se lève                                   | François Bernheim, Jacqueline Néro           | Esther Galil           | 3:20 |
| 4.    | Marie-Jeanne (Titre original : Ode to Billie Joe) | Bobbie Gentry                                | Bobbie Gentry          | 4:32 |
| 5.    | I Put a Spell on You                              | Screamin' Jay Hawkins                        | Screamin' Jay Hawkins  | 3:11 |
| 6.    | Hard to Handle                                    | Otis Redding, Al Bell, Allen Jones           | Otis Redding           | 3:29 |
| 7.    | If I Ain't Got You                                | Alicia Augello-Cook                          | Alicia Keys            | 3:53 |
| 8.    | Lonely Boy                                        | Dan Auerbach, Patrick Carney, Danger Mouse   | The Black Keys         | 3:24 |
| 9.    | Cash City                                         | Luc De Larochellière, Marc Pérusse           | Luc De Larochellière   | 4:50 |
| 10.   | Sur la route                                      | Gérald de Palmas                             | De Palmas              | 3:20 |
| 11.   | Bad Day                                           | Daniel Powter                                | Daniel Powter          | 3:36 |
| 12.   | Je voudrais voir New York                         | Thierry Séchan, Daniel Lavoie                | Daniel Lavoie          | 4:45 |
| 44:45 |                                                   |                                              |                        |      |

## Certifications
| Pays   | Association | Certification | Ventes/Équivalence |
| ------ | ----------- | ------------- | ------------------ |
| France | SNEP        | 2x platine    | 200 000            |